# La Crosse (Floryda)
La Crosse – miasto w Stanach Zjednoczonych, w stanie Floryda, w hrabstwie Alachua.